# Piskořov
Piskořov (niem. Peischdorf) – dawniej samodzielna wieś, obecnie część miasta Město Albrechtice w Czechach, w kraju morawsko-śląskim, w powiecie Bruntál. Leży w bezpośredniej bliskości granicy państwowej z Polską (gmina Głubczyce) na terenie tzw. worka osobłoskiego (osoblažský výběžek). Historycznie była to jedna z enklaw morawskich na Śląsku.

## Historia
Pierwsza pisemna wzmianka o miejscowości pochodzi z roku 1267, pojawia się w testamencie biskupa ołomunieckiego Brunona ze Schauenburga. W 1389 jako właściciel zostaje wymieniony Jindřich z Fulštejna. W XV wieku wieś opustoszała, a jej ponowne zasiedlenie nastąpiło przed 1554.
Piskořov należy do obszaru tzw. Kraju Sudetów, który był do 1945 zamieszkiwany przez Niemców sudeckich. W 1930 wieś liczyła 99 mieszkańców, z których wszyscy byli wyznania rzymskokatolickiego, a 98 deklarowało narodowość niemiecką (jeden był cudzoziemcem, którego narodowości nie podano).
Po II wojnie światowej niemieckich mieszkańców wysiedlono. Zastąpili ich częściowo przyjmowani przez państwo czechosłowackie i osiedlani przede wszystkim regionie Śląska Czeskiego i północnych Moraw uchodźcy z greckiej wojny domowej. Grupa zamieszkała w 1949 w Piskořovie pochodziła w większości ze wsi Ziakas w Macedonii Zachodniej.
Od lat 60. XX wieku Piskořov zaczął się wyludniać. O ile w 1961 zamieszkiwało go 130 osób, to w 1970 już tylko 49, a dane z roku 1980, 1991 i 2001 mówią o braku jakichkolwiek stałych mieszkańców. Wieś włączona w 1951 w skład Města Albrechtic przekształciła się w dzielnicę o funkcji wypoczynkowo-rekreacyjnej. Nowi stali mieszkańcy pojawili się w początkach XXI wieku: według danych z 2011 było to dziewięć osób, w 2014 dziesięć.

## Architektura
Od 2005 zabudowa i układ przestrzenny Piskořova są chronione w ramach wiejskiej strefy zabytkowej (vesnická památková zóna). Dawna wieś zachowała swój historyczny kształt z przewagą typowych dla przedwojennego krajobrazu regionu murowanych domów „typu jesionickiego” czy „typu osobłoskiego” ustawionych prostopadle do jedynej drogi łączącej centrum Města Albrechtic z podzieloną granicą państwową wsią Pielgrzymów/Pelhřimovy.
W 2021 znajdowało się na terenie Piskořova 28 budynków oraz 11 obiektów nieprzeznaczonych do stałego zamieszkania z przydzielonym adresem ewidencyjnym (evidenční adresa).

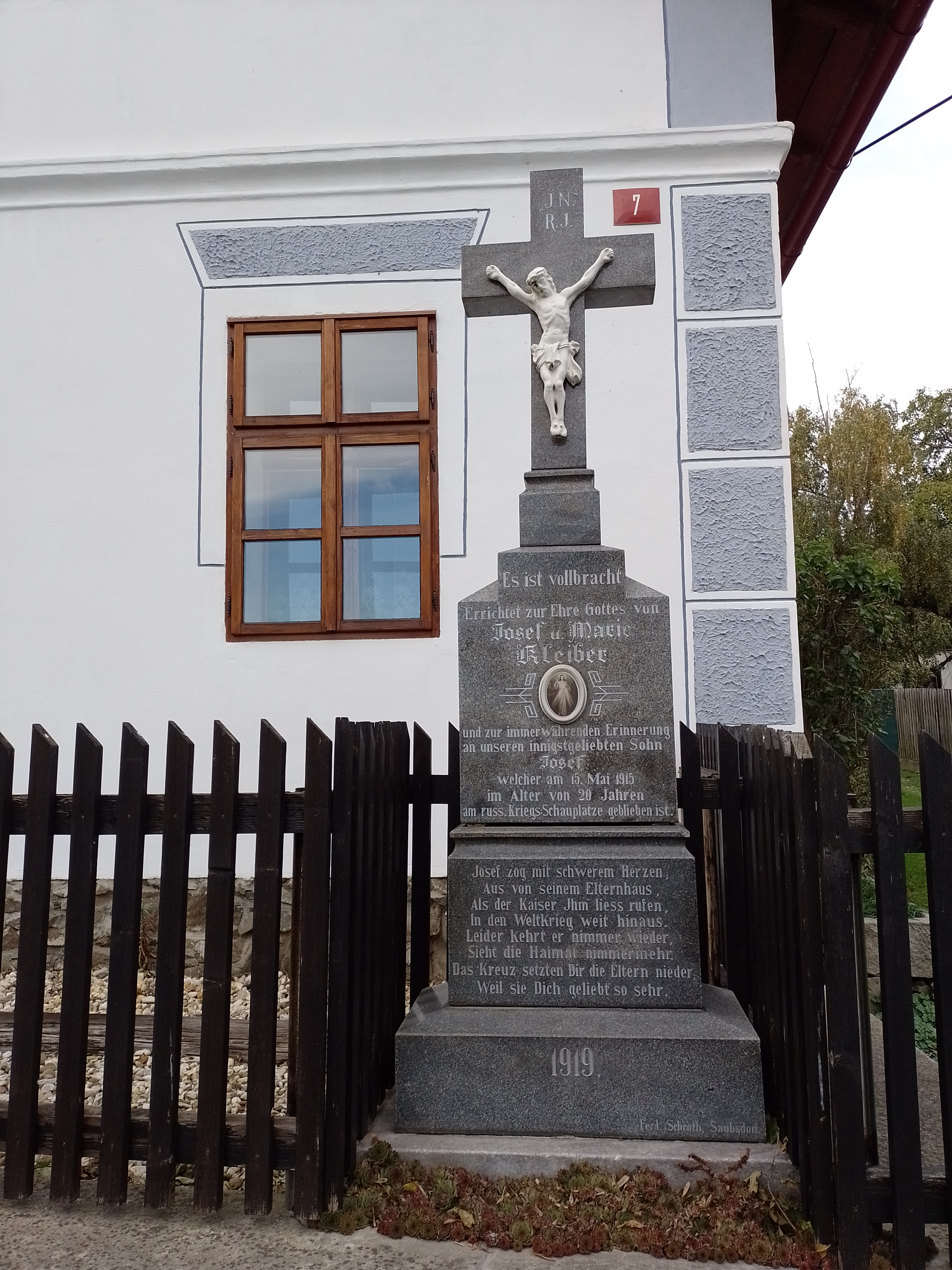
Fotografia krzyża z 1919 upamiętniającego J. Kleibera

Na placyku w centrum wsi stoi barokowa kapliczka z XVIII wieku. Przed domem nr 7 znajduje się krzyż z dobrze zachowanym napisem w języku niemieckim informującym, że został wzniesiony w 1919 dla upamiętnienia poległego na froncie wschodnim I wojny światowej 20-letniego Josefa Kleibera.